# Agrius grisea
Agrius grisea är en fjärilsart som beskrevs av Tutt 1904. Agrius grisea ingår i släktet Agrius och familjen svärmare. Inga underarter finns listade i Catalogue of Life.